# Cal Feliuet
Cal Feliuet és una casa situada a la plaça de l'Arbre de Castellciutat que pertany al municipi de la Seu d'Urgell a la comarca de l'Alt Urgell protegida com a Bé Cultural d'Interès Local.

## Descripció
Edifici situat entre mitgeres, amb la façana en xamfrà i donant a la Plaça de l'Arbre. Es tracta d'una construcció de quatre altures, planta baixa, dos pisos i golfes. Destaquen la simetria de la distribució dels vans així com alguns elements de caràcter classicista, com els arcs rebaixats i les cartel·les que sustenten els balcons i la tribuna; i d'altres de caràcter més medievalista, com és la forma d'arc conopial que presenten algunes dels emmarcaments de les finestres. Destaca sobretot el cos sortint de la tribuna, en la part central de la façana, amb una balustrada en el seu coronament. Culmina l'edifici amb un ràfec prounciat a mode de barbacana.